# Lienz (district)
Het district Lienz is een van de acht bestuursdistricten waarin de Oostenrijkse deelstaat Tirol is onderverdeeld. Het is het enige district in Oost-Tirol. Het grenst in het noorden aan het district Zell am See in de deelstaat Salzburg, in het oosten aan de districten Spittal an der Drau en Hermagor in Karinthië, in het zuiden aan Veneto (provincie Belluno) en in het westen aan Zuid-Tirol. Sinds Zuid-Tirol in het Verdrag van Saint-Germain in 1919 aan Italië werd toebedeeld, is Oost-Tirol gescheiden van Noord-Tirol. Een ongeveer vijf kilometer lange grens tussen de deelstaat Salzburg en Zuid-Tirol scheidt de beide delen van de deelstaat Tirol en maakt van het district Lienz een exclave.

## Geografie
Het district omvat een deel van het Pustertal, het grootste deel van het Iseltal, het Defereggental, het Virgental, het Kalsertal en het Tiroler deel van Gailtal, ook wel Lesachtal geheten. In het district zijn een deel van de Hoge Tauern te vinden, met onder andere de Venedigergroep en Glocknergroep, het Defereggengebergte, de Lienzer Dolomieten en het westelijke deel van de Karnische Alpen.

## Economie
De economie van het district wordt gekenmerkt door de dienstverleningssector. Met name toerisme en handel nemen een belangrijke plaats in. De belangrijkste industriesteden zijn Lienz en Sillian, waar productiebedrijven voor machinebouw en de bouwwereld te vinden zijn. Een groot deel van de bevolking van het district is echter ook werkzaam in het gebied rondom Innsbruck, in het naburige Opper-Karinthië en de deelstaat Salzburg.

## Verkeer
De snelste wegenverbinding naar Noord-Tirol loopt via de Felbertauernbundesstraße, de rijksweg B108, die aansluit op de rijksweg 161 richting Kitzbühel. Een andere belangrijke verkeersader is de rijksweg 100 die in westelijke richting het Zuid-Tiroler Pustertal binnengaat en in oostelijke richting het Drautal in Karinthië verder vervolgt. Een spoorlijn loopt langs Sillian en Lienz richting Oberdrauburg in Karinthië.

## Gemeenten
De volgende gemeenten behoren tot het district Lienz:
- Abfaltersbach
- Ainet
- Amlach
- Anras
- Assling
- Außervillgraten
- Dölsach
- Gaimberg
- Heinfels
- Hopfgarten in Defereggen
- Innervillgraten
- Iselsberg-Stronach
- Kals am Großglockner
- Kartitsch
- Lavant
- Leisach
- Lienz
- Matrei in Osttirol
- Nikolsdorf
- Nußdorf-Debant
- Oberlienz
- Obertilliach
- Prägraten am Großvenediger
- Sankt Jakob in Defereggen
- Sankt Johann im Walde
- Sankt Veit in Defereggen
- Schlaiten
- Sillian
- Strassen
- Thurn
- Tristach
- Untertilliach
- Virgen